# Hr.Ms. Bulgia (1894)
Hr.Ms. Bulgia was een Nederlandse rivierkanonneerboot van de Thorklasse, gebouwd door de scheepswerf Christie, Nolet & Kuiper in Delfshaven. Bulgia is een naam die gebaseerd is op de Noorse mythologie en een naam die vaker is gebruikt bij de Nederlandse marine.

## De Bulgia voor de Tweede Wereldoorlog
Op 2 december 1909 zonk de Bulgia na een aanvaring. In 1925 werd het schip omgebouwd tot mijnenlegger.

## De Bulgia tijdens de Tweede Wereldoorlog
Tijdens het uitbreken van de Tweede Wereldoorlog was de Bulgia nog in dienst als mijnenlichter. Op 12 mei 1940 zonk het schip door een aanval van een Duits vliegtuig. Hierbij kwamen dertien opvarenden om het leven. Het schip werd op 31 juli van datzelfde jaar gelicht en werden elf lichamen geborgen, die werden begraven op het Erehof van de Noorderbegraafplaats in Vlissingen. De Bulgia zelf werd voor de sloop verkocht.